# Jubelspexet
Jubelspexet är ett spex som sätts upp varje år av Maskinsektionen vid THS (studerande i Maskinteknik eller Design och produktframtagning) vid Kungliga tekniska högskolan (KTH) i Stockholm. Spexet består vanligtvis av drygt 100-140 personer.
Manuset skrivs varje år under sommarmånaderna, medan resten av spexet börjar jobba i slutet av september. 5-6 föreställningar brukar sättas upp under en tvåveckors period någon gång i mars, april, maj. 
Jubelspexet har haft föreställningar sedan 1985 och är idag med sina 120 aktiva medlemmar kanske Stockholms största spex, antal medlemmar räknat.
Sedan sommaren 2010 har Jubelspexet även en egen wiki fylld av information från de gångna årens spex.

## Lista på spex
Jubelspexet har satt upp följande spex sedan starten:
- 1985: Polhem eller Blast på konfekten
- 1986: Lot eller Sodom gör i sanden
- 1987: Star Wårs eller En miss i universum
- 1988: Leif eller Bärsärkargång i vinland
- 1989: Oxenstierna eller Botten upp
- 1990: Måna Lisa eller En riktig fruktsoppa
- 1991: Vems Afrika eller Håll grytan kokande
- 1992: Einstein och Picasso eller Ett relativt konstnärligt spex
- 1993: Macbeth eller Döda män klär inte i rutigt
- 1994: Vasa eller Loppet är kört
- 1995: Pythagoras eller En felsatsning
- 1996: Siaren eller Det blir perfekt om man spår i imperfekt
- 1997: Minotauren eller Vilken tjurskalle
- 1998: Skattkammarön eller POPiroratoteror
- 1999: Krigett eller Det är väl inte hela världen?
- 2000: Buffalo Bill eller Dags att dra
- 2001: Carmen eller Vad hände med Don José?
- 2002: Frankenstein eller Spänningen var olidlig sa monstret
- 2003: Newton – En fallstudie eller Bättre ett pallat äpple än ett äpple i pallet
- 2004: Tusen och en natt eller En sandsaga
- 2005: De tre musketörerna eller Ett kardinalfel i Louvren
- 2006: Aten 399 f.kr. eller Kalabaliken i antiken
- 2007: Stonefinger eller Agent 0.007 ler slött
- 2008: Syndafallet eller En skaplig berättelse
- 2009: Fantomen på Operan eller Operation hålla masken
- 2010: Dr. Jekyll & Ms. Hide eller Klockren personkemi
- 2011: Robin Hood eller Huvudet på skaft
- 2012: 2012 eller Ett fruktat slut
- 2013: Apollo 11 eller Inte vilken måndag som helst
- 2014: Dracula eller Love me tänder
- 2015: Puh eller Honung och andra bieffekter
- 2016: Luke eller En scenkväll på spåret
- 2017: Expedition Nordpolen eller Ett polariserat resmål
- 2018: Showtajm! eller Att bli förd bakom rampljuset
- 2019: Kollektivet eller En stereotypisk situation
- 2020: Bretagne eller Se upp för korsande tåg
- 2021: Klubben eller En hemlighetsfull ton
- 2022: Skepp o'hoj eller Bananas i Bahamas
- 2023: Bon Appetit eller Kris i Paris
- 2024: Rock On eller Ett band i brand